# Bunetice
Bunetice é um município da Eslováquia, situado no distrito de Košice-okolie, na região de Košice. Tem 8,35 km² de área e sua população em 2018 foi estimada em 92 habitantes.

## Demografia
| Ano:        | 1994 | 2004    | 2014 | 2024   |
| ----------- | ---- | ------- | ---- | ------ |
| Broj ljudi: | 112  | 100     | 86   | 93     |
| Razlika:    |      | -10,71% | -14% | +8,13% |

| Ano:               | 2023 | 2024   |
| ------------------ | ---- | ------ |
| Número de pessoas: | 90   | 93     |
| Diferença:         |      | +3,33% |